# Киридон Петро Васильович
Киридон Петро Васильович (*12 березня 1961 року, с. Гнилуші (нині Лебедівка, Чернігівська область, УРСР — 27 січня 2019 року, м. Полтава) — доктор історичних наук, професор, науковець, педагог, Заслужений працівник освіти України.

## Біографія
Народився 12 березня 1961 року в селі Гнилуша (нині Лебедівка) на Чернігівщині в сім'ї вчителів. Батько був учителем німецької мови, мати — вчителькою початкових класів. У школі навчався рівно з усіх дисциплін: практично в усіх чвертях були «п'ятірки». Як зауважує, це був той мінімум, який треба було тримати з батьками-педагогами. Поза всякою конкуренцією була історія. Захоплювався літературою. З історією майбутнього науковця зв'язувало те, що рідна тітка, випускниця Полтавського педагогічного інституту, теж була учителем історії. З удячністю згадує педагогічний талант учительки історії Насті Максимівни. Після закінчення сільської восьмирічки 9-10 класи закінчував у школі-інтернаті. По закінченню інтернату поїхав до Чернігова, працював на ремонтно-механічному заводі токарем. Після цього вступив до Київського національного університету. Під час навчання працював на кондитерській фабриці імені Карла Маркса в шоколадному цеху, на маргариновому комбінаті в Києві, на заводі по виробництву гуми «Красный резинщик» та заводі художнього скла..
Після закінчення вишу 1984 року був розподілений працювати разом із дружиною до Полтавського педінституту. Через тиждень після приїзду отримав повістку і пішов на строкову службу (1984-1986). Починав служити у Ташкенті, закінчив у Білій Церкві.
Починав роботу у ПНПУ імені В. Г. Корленка асистентом з 1991 року. Закінчив аспірантуру, достроково захистивши кандидатську по темі «Чотирнадцятий з'їзд ВКП(б): історіографія». Працював у ПНПУ на посаді старшого викладача, заступником декана факультету російської філології, з травня 1995 року до 2008 року та з 2009 по 2010 рік — на посаді проректора з навчальної роботи, з 2008 по 2009 рік — в. о. ректора Полтавського педуніверситету. Докторант Київського університету («Партійно-державна номенклатура Української РСР 1945—1964 років: інституціоналізація та функціонування», науковий консультант — доктор історичних наук, професор Коцур Анатолій Петрович). 28 жовтня 2013 року захистив докторську дисертацію.
Заслужений працівник освіти України
Захоплюється Львом і Олексієм Толстими, Антоном Чеховим. Улюблений поет — Володимир Маяковський. Музичні смаки включають гурти «Бітлз» та «Пісняри».
Дружина — доктор історичних наук, професор Киридон Алла Миколаївна, має доньку Євгенію.

## Наукова школа
Довгий час займається підготовкою науковців для вищої школи України, розробляючи тематику, пов'язану із функціонуванням тоталітарного суспільства в УРСР.
Учні-кандидати наук:
- Шаповал Лариса Іванівна (Сучасна українська та російська історіографія нової економічної політики), 2006 р.)[8]
- Брегеда Микола Володимирович (Ставлення населення Української РСР до процесу десталінізації (1953—1964 роки), 2009 р.)[9]
- Лахач Таміла Олександрівна (Державна регламентація шлюбно-сімейних відносин у радянській Україні 1920 — 1930-х років), 2010 р.)[10]
- Нагорний Віталій Віталійович (Конфесійна політика у Російській імперії щодо православних сектантів українських губерній у ХІХ столітті), 2013 р)[11].

Учні-доктори наук:
- Лук'яненко Олександр Вікторович («Повсякдення колективів педагогічних вишів радянської України кінця 1920-х – початку 1950-х років: історико-культурологічний вимір», 2019 р.)[12].

## Основні праці
Автор понад 100 наукових праць (статей, монографій), серед яких:
- Білоусько Олександр Андрійович, Киридон Петро Васильович, Пустовіт Тарас Павлович, Ревегук Віктор Якович. Новітня історія Полтавщини (II половина XX століття)=The modern history of Poltava region. The second half of XX century: підручник для 11 класу [загальноосвіт. шк.] — Полтава: Оріяна, 2007. — 312c. : іл. — ISBN 966-8250-31-1.
- З історії українізації православної церкви Наддніпрянщини в 1917 році: Мат. Всеукраїнської наукової конференції «Православ'я і культура: історія та сучасність». — Полтава, 1994; Переслідування державою церкви на Полтавщині на початку 60-х років XX століття // Історична пам'ять. — 1998. — № 1;
- Еволюція більшовицької ідеології стосовно церкви в період переходу від «воєнного комунізму» до нової економічної політики в Україні // Зб. / Інститут політичних і етнонаціональних досліджень НАНУ / Сер. «Політологія і етнологія». — Вип. 9. — К., 1999. — С. 113—116;
- Вирішення релігійних і церковних проблем у роки Української революції // 2000-ліття християнства і шкільна історична освіта: Мат. міської науково-практичної конференції. — Полтава, 2000. — С. 45-54;
- Взаємини Симона Петлюри з масонами в роки Української революції // Полтавська Петлюріана. — Мат. П'ятих Петлюрівських читань, проведених у Полтаві 25 трав. 2001 року. — Ч. 4. — Полтава, 2001. — С. 14-19.
- Десятиріччя державотворення на тлі історії [Текст]: нелитературный текст / П. Киридон // Рідний край / Відп. секретар. В. Мелешко. — Полтава, 2001. — № 2(5). — С. 15-19
- Номенклатура: термінологічні інтерпретації в історіографії / П. В. Киридон // Український історичний журнал. — 2012. — № 1. — С. 171—182. — Бібліогр.: с. 172—181
- Реалізація виховного і світоглядного потенціалу гуманітарних навчальних дисциплін [Текст] / Л. Безобразова, П. Киридон // Збірник наукових праць Полтавського державного педагогічного університету ім. В. Г. Короленка. Серія: Педагогічні науки: сборник / Полтавський держ. пед. ун-т ім. В. Г. Короленка. — Полтава, 2007. — Вип. 2 (54). — С. 86-94
- Опорні сигнали в організації самостійної роботи студентів / Л. Безобразова, П. Киридон // Збірник наукових праць Полтавського Державного педагогічного університету ім. В. Г. Короленка. — Полтава, 2006. — Вип. 4 (51). — С. 85-89.
- З історії Полтавського інституту народної освіти кінця 20-х років XX століття / П. В. Киридон // Історична пам'ять: Науковий збірник . — 01/2004 . — N1 . — С.167-173
- Реакція населення Полтавщини на рішення червневого (1957 року) пленуму ЦК КПРС про «Антипартійну групу» Маленкова, Кагановича, Молотова / П. В. Киридон // Історична пам'ять: Науковий збірник . — 07/2010 . — N2 . — С. 60-70.
- Партійно-державна номенклатура Української РСР у другій половині 1950-х років / П. В. Киридон // Університет: Історико-філософський журнал . — 03/2011 . — N2 . — С.66-78.

## Нагороди та відзнаки
- Полтавська обласна премія імені Панаса Мирного[13]
- Нагрудний знак «Петро Могила»
- Нагрудний знак «Відмінник освіти України»
- Заслужений працівник освіти України

## Виноски
1. ↑  Кафедра історії України ПНПУ імені В. Г. Короленка. Архів оригіналу за 8 Червня 2013. Процитовано 28 Травня 2013.
2. ↑  Лук'яненко О. Петро Киридон: від А до Я // ВІК-NO! — № 15. — 26 вересня 2008. — С.2-6.
3. ↑  Білоусько. О. А. КИРИДОН Петро Васильович // Полтавіка. Архів оригіналу за 18 Травня 2015. Процитовано 28 Травня 2013.
4. ↑  Киридон П. В. XIV съезд ВКП (б): историография: автореф. дис … канд. ист. наук : 07.00.01 / Петр Васильевич Киридон.– Киев: Б/в, 1991.– 28 с.[недоступне посилання з червня 2019]
5. ↑  Год Б., Єрмак О., Киридон П. Полтавський державний педагогічний університет імені В. Г. Короленка: Історія і сучасність. — Полтава, 2009.
6. ↑  Захисти дисертаційних робіт, які будуть проведені у спеціалізованих вчених радах Київського національного університету імені Тараса Шевченка // Науково-консультаційний центр Київського Національного Університету. Архів оригіналу за 5 Червня 2013. Процитовано 17 Червня 2013.
7. ↑  УКАЗ ПРЕЗИДЕНТА УКРАЇНИ № 764/2014 Про відзначення державними нагородами України працівників Полтавського національного педагогічного університету імені В. Г. Короленка
8. ↑  Шаповал Л. І. Сучасна українська та російська історіографія нової економічної політики: автореф. дис … канд. іст. наук: 07.00.06 / Лариса Іванівна Шаповал . — Запоріжжя: Б.в., 2006 . — 23 с.
9. ↑  Брегеда М. В. Ставлення населення Української РСР до процесу десталінізації(1953—1964 роки): автореф. дис … канд. іст. наук / М. В. Брегеда . — Миколаїв: Б.в., 2009 . — 20 с.
10. ↑  Лахач, Т. О. Державна регламентація шлюбно-сімейних відносин у радянський Україні 1920 — 1930-х років: автореф. дис … канд. іст. наук : 07.00.01 / Таміла Олександрівна Лахач; В.о. Чернігів. нац. пед. ун-т ім. Т. Г. Шевченка.– Чернігів: Б/в, 2010.– 19 с.
11. ↑  Нагорний В. В. Конфесійна політика у Російській імперії щодо православних сектантів українських губерній у ХІХ столітті: автореф. дис … канд. іст. наук : 07.00.01 / Нагорний Віталій Віталійович; Черкаський нац. ун-т ім. Б. Хмельницького.– Черкаси, 2013.– 20 с.
12. ↑  Лук'яненко О. В. Повсякдення колективів педагогічних вишів радянської України кінця 1920-х – початку 1950-х років: історико-культурологічний вимір: автореф. дис … канд. іст. наук : 07.00.01 / Лук'яненко Олександр Вікторович;Черкаський нац. ун-т ім. Б. Хмельницького.– Черкаси, 2019.– 46с.
13. ↑  Лауреати Полтавської обласної премії імені Леоніда Бразова [Електронний ресурс] / Режим доступу — http://oblrada.pl.ua/index.php/gordist/librazov1 [Архівовано 27 квітня 2014 у Wayback Machine.]